# Árpád Göncz

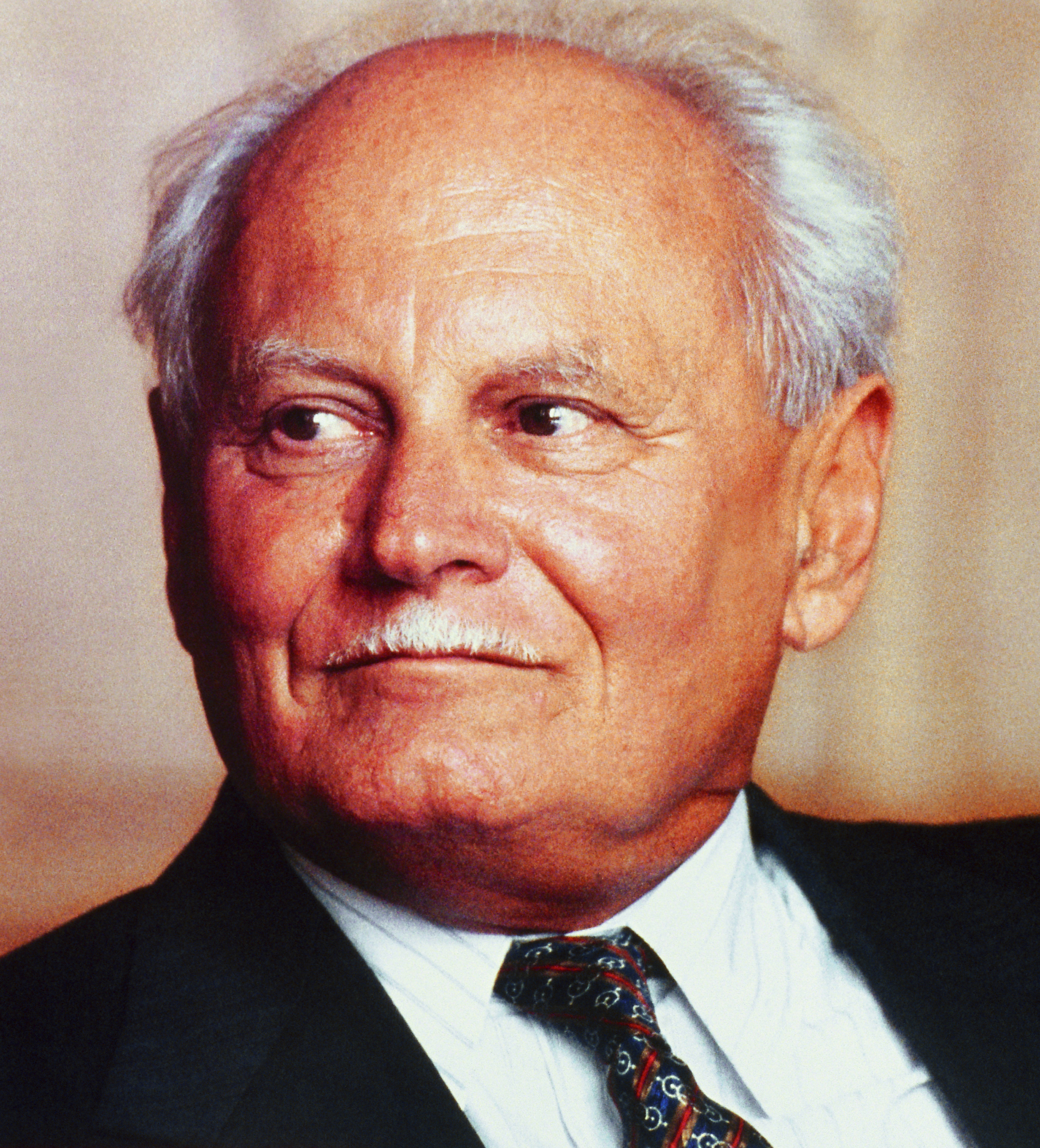
Árpád Göncz (2008)

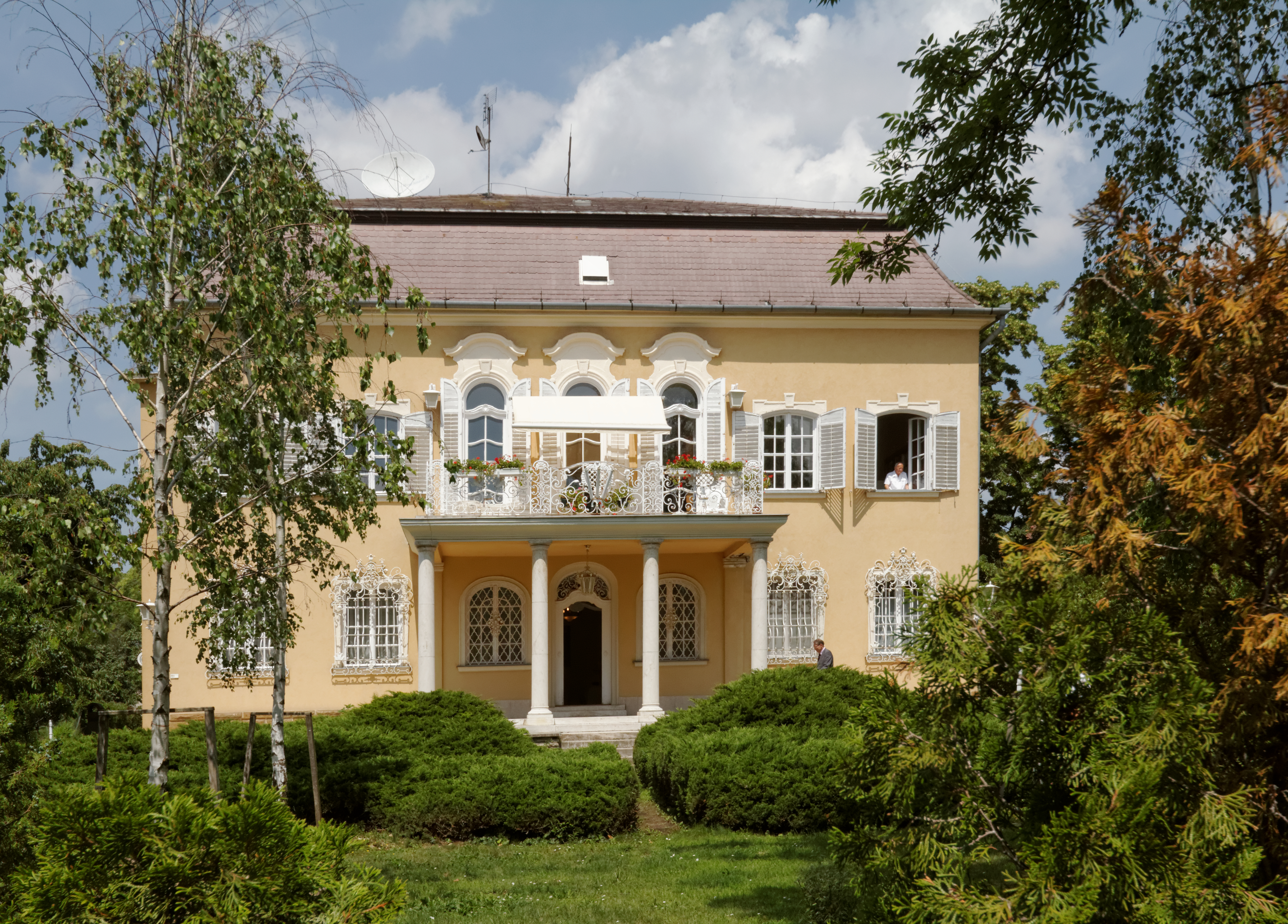
Residenz

Árpád Göncz [ˈaːrpaːd ˈɡønts] (* 10. Februar 1922 in Budapest; † 6. Oktober 2015 ebenda) war ein ungarischer Schriftsteller, Übersetzer und liberaler Politiker. Er war von 1990 bis 2000 Staatspräsident Ungarns.

## Werdegang

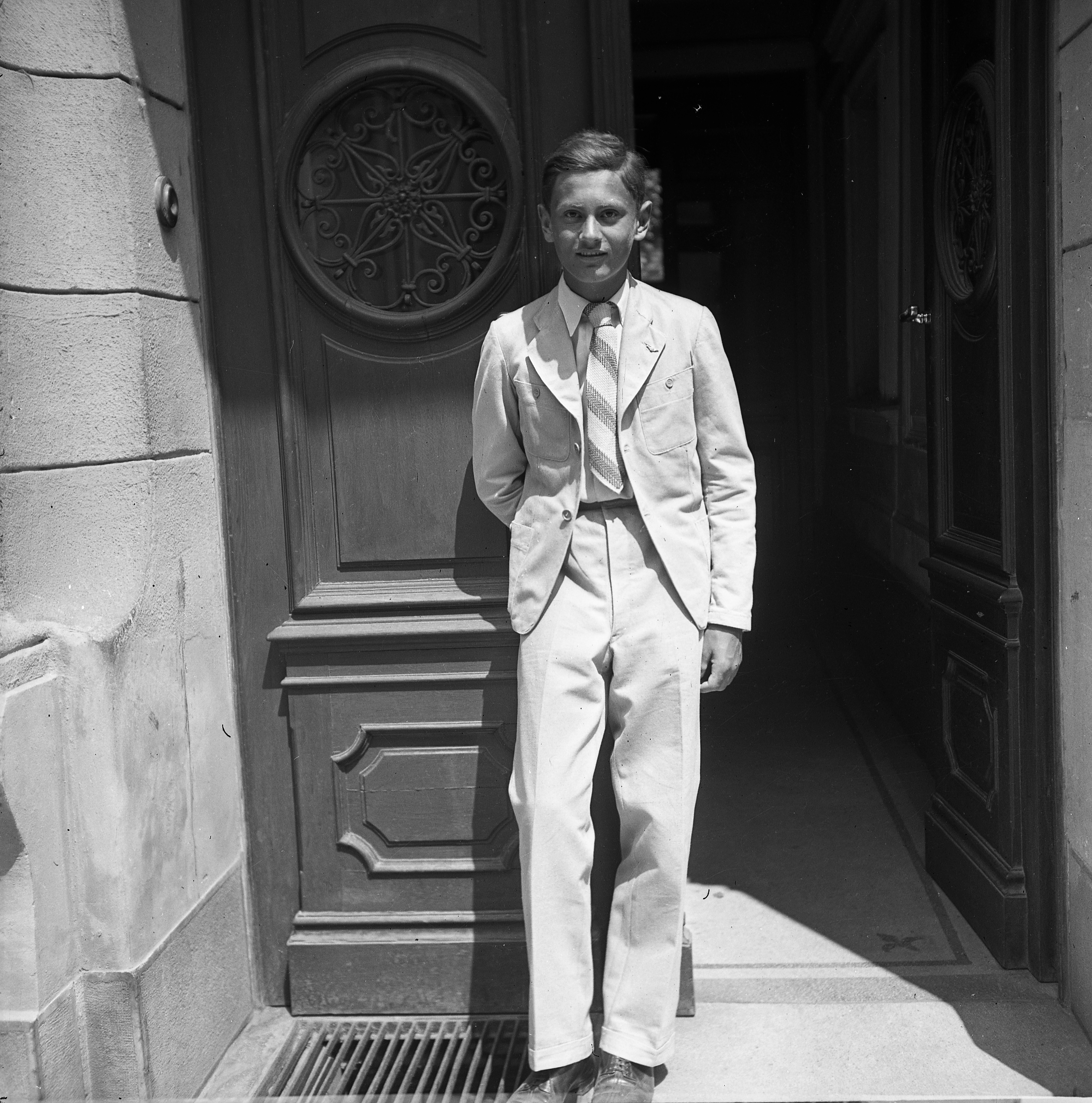
Árpád Göncz (1937)

1944 schloss Göncz sein Studium der Rechtswissenschaften an der Universität Budapest ab, währenddessen arbeitete er bereits seit 1939 bei der Nationalen Agrarbank (Országos Földhitelintézet). 1944 wurde er zum Kriegsdienst einberufen, desertierte aber kurz vor Kriegsende aus seiner Einheit, die nach Deutschland beordert wurde. Er beteiligte sich am Widerstand, geriet mehrmals in sowjetische Gefangenschaft, konnte aber immer wieder fliehen.

### Erste politische Aktivitäten
1945 trat Göncz der Unabhängigen Kleinlandwirtepartei (Független Kisgazdapárt) bei, wo er zum Vorsitzenden der Jugendorganisation avancierte; nebenbei war er Chefredakteur der Zeitschrift Generationen (Nemzedék).

### Unter Mátyás Rákosi
Nach dem Verbot der Kleinlandwirtepartei arbeitete Göncz als Hilfsarbeiter, Schweißer und Rohrschlosser. Ab 1952 studierte er vier Jahre lang an der Universität für Agrarwissenschaften (Agrártudományi Egyetem) in Gödöllő.

### 1956 und Haft
Während des Volksaufstands 1956 war Göncz im Ungarischen Bauernbund tätig, nach dem 4. November arbeitete er an der Formulierung der Moratorien mit, die von der Ungarischen Demokratischen Unabhängigkeitsbewegung der Staatsmacht übergeben wurden. 1957 schmuggelte er das Manuskript des Buches von Imre Nagy „In Verteidigung des ungarischen Volkes“ (A magyar nép védelmében) ins Ausland, wurde deswegen im Mai verhaftet und am 2. August 1958 zu einer lebenslangen Freiheitsstrafe verurteilt und inhaftiert. Im März 1960 nahm er am Hungerstreik im Gefängnis Vác teil. 1963 wurden viele politische Häftlinge von János Kádár amnestiert, so kam auch Göncz frei.

### Nach der Amnestie
Nach der Entlassung aus dem Gefängnis arbeitete er als Übersetzer am Institut für Schwerindustrie und Chemie in Veszprém. Er kehrte an die Universität Gödöllő zurück, wurde aber vom Studium ausgeschlossen. Ab 1965 arbeitete er als freier Schriftsteller und Übersetzer.

### Von der Wende bis zu seinem Tod

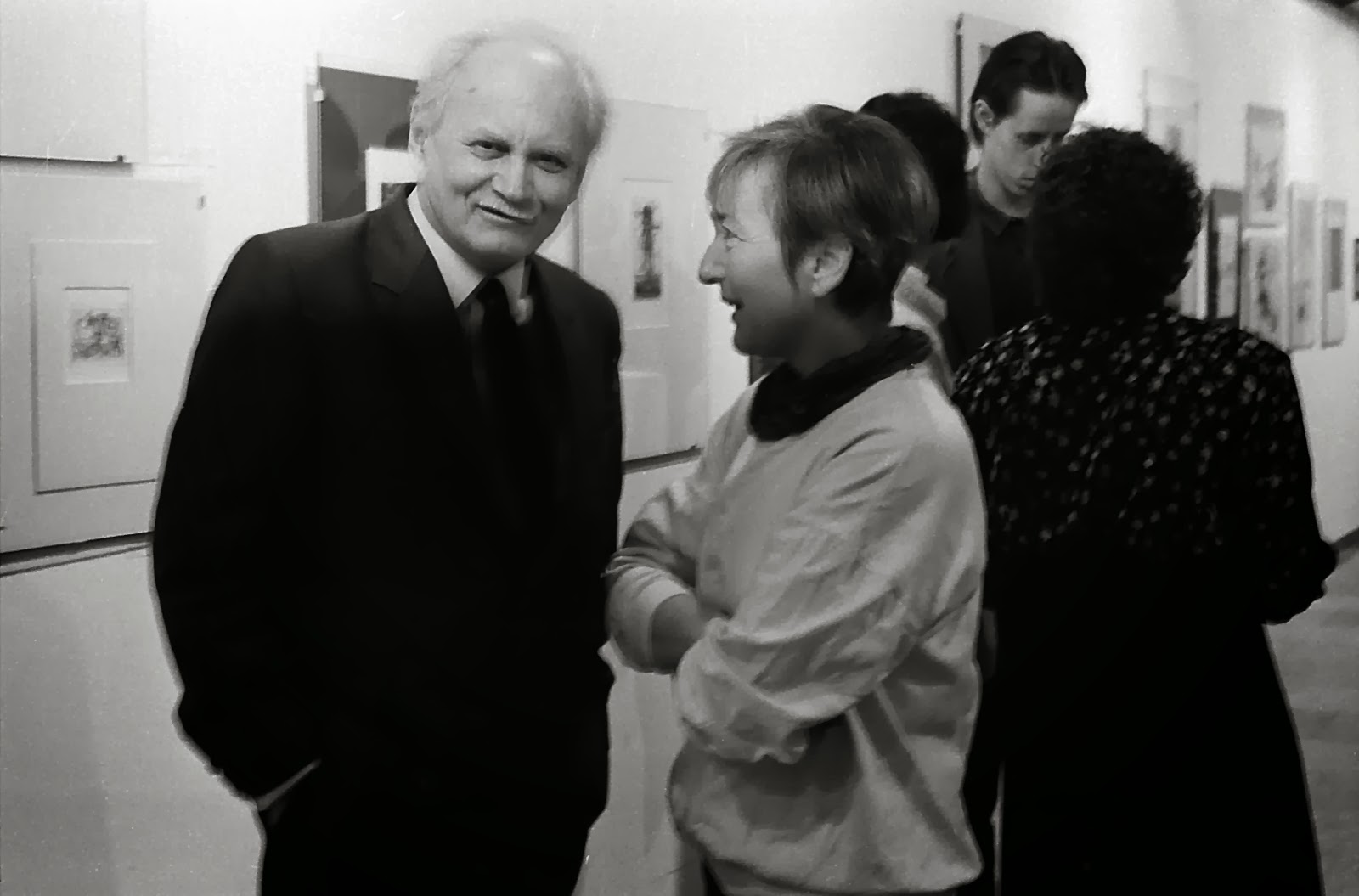
Árpád Göncz und Ottilia Solt

Im Mai 1988 war er an der Gründung des Netzes Freier Initiativen (Szabad Kezdeményezések Hálózata), später an der des Bundes Freier Demokraten (Szabad Demokraták Szövetsége – SZDSZ) beteiligt. Ab 1988 war Göncz Sprecher des SZDSZ, ab 1989 dessen Vorstandsmitglied. Ferner war er Mitgründer des Komitees für Geschichtsrevision (Történelmi Igazságtétel Bizottság), dann dessen Vizeobmann. Seit 1989 hatte er den Vorsitz der Budapester Zweigstelle der Liga für Menschenrechte inne, von 1989 bis 1990 war er Vorsitzender des ungarischen PEN-Clubs. Vom Mai bis August 1990 amtierte Göncz als Parlamentspräsident und provisorischer Staatspräsident. Auf Vorschlag von József Antall wurde er im August 1990 zum Staatspräsidenten gewählt und übte dieses Amt bis August 2000 aus. Am  6. Oktober 2015 starb Árpád Göncz im Alter von 93 Jahren.

## Literarische Arbeiten
Göncz war der ungarische Übersetzer des Herrn der Ringe von J. R. R. Tolkien und von Malcolm Lowrys Unter dem Vulkan. Selbst verfasste er mehrere Romane und Theaterstücke. 1983 erhielt er den Attila-József-Preis; seit 1994 war er Ehrenvorsitzender des ungarischen PEN-Clubs.
Romane und Erzählungen:
- Sarusok, Magvető, Budapest 1974; Ulpius-ház, 2003 (dt.: Sandalenträger, Evangelische Verlagsanstalt, Berlin 1987, ISBN 3-374-00151-3)
- Találkozások, Magvető, Budapest 1980; Ulpius-ház, 2001
- Hazaérkezés, ersch. Pátria könyvek, 1991

Theaterstücke:
- Magyar Médeia, Monodrama, Magvető, Budapest 1976
- Rácsok, Magvető, Budapest 1979
- Mérleg; Pesszimista komédia; Perszephoné; Sarusok (6 Dramen), Magvető, Budapest 1990

## Auszeichnungen

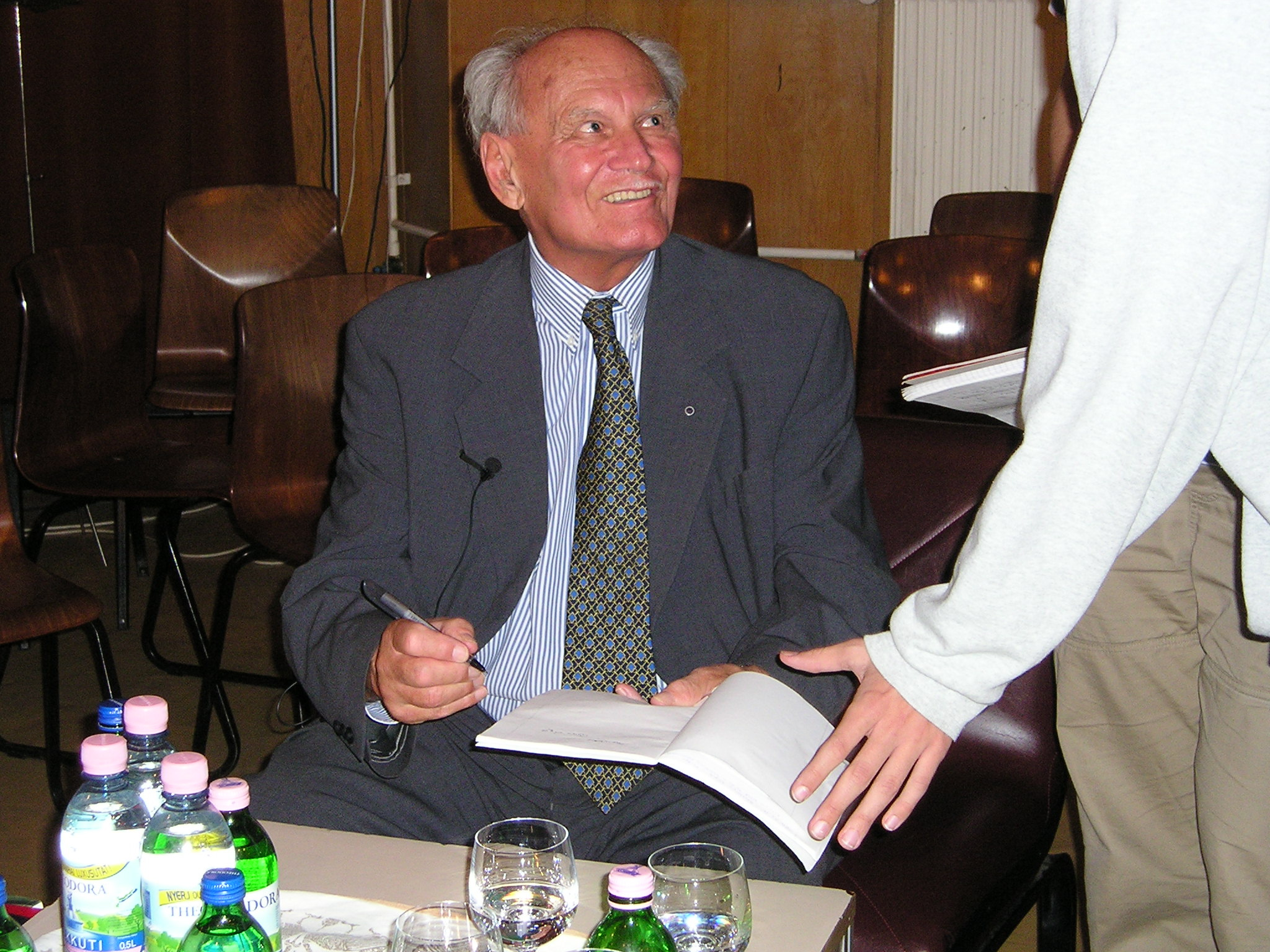
Árpád Göncz (2004)

- 1991: Großkreuz des Verdienstordens der Italienischen Republik
- 1995: Collane des Finnischen Ordens der Weißen Rose
- 1999: Groß-Stern des Ehrenzeichens für Verdienste um die Republik Österreich[2]
- 2000: Sonderstufe des Großkreuzes des Verdienstordens der Bundesrepublik Deutschland[3]
- 2000: Ehrenbürger von Budapest
- 2003: Corvinus-Preis des Budapester Europainstitutes
- 2009: Internationaler Adalbert-Preis für Frieden, Freiheit und Zusammenarbeit in Europa der Adalbert-Stiftung

## Sonstiges
Göncz war verheiratet mit Mária Zsuzsanna Göntér und Vater von vier Kindern, darunter die ehemalige ungarische Außenministerin und jetzige Abgeordnete im Europäischen Parlament Kinga Göncz. Er war Mitglied im Club of Rome.